# ريسفيل (ويسكونسن)
ريسفيل (بالإنجليزية: Reeseville, Wisconsin)‏ هي قرية تقع في الولايات المتحدة في مقاطعة دودج (ويسكونسن). يقدر عدد سكانها بـ 708 نسمة ومساحتها 1.63 كم2 وترتفع عن سطح البحر 251 متر.

## التركيبة السكانية
قام مكتب تعداد الولايات المتحدة بتحديد بيانات التركيبة السكانية لريسفيل في تعداد الولايات المتحدة. في ما يلي، التركيبة السكانية حسب تعدادي 2000 و2010.

### تعداد عام 2000
بلغ عدد سكان ريسفيل 703 نسمة بحسب تعداد عام 2000، وبلغ عدد الأسر 287 أسرة وعدد العائلات 185 عائلة مقيمة في القرية. في حين سجلت الكثافة السكانية 1,158.8 نسمة لكل ميل مربع (447.4/كم2). وبلغ عدد الوحدات السكنية 315 وحدة بمتوسط كثافة قدره 519.2 نسمة لكل ميل مربع (200.5/كم2).
وتوزع التركيب العرقي للقرية بنسبة 98.86% من البيض و 0.43% من الأمريكيين الأصليين و 0.14% من الأمريكيين الأفارقة و 0.57% من عرقين مختلطين أو أكثر.
بلغ عدد الأسر 287 أسرة كانت نسبة 34.1% منها لديها أطفال تحت سن الثامنة عشر تعيش معهم، وبلغت نسبة الأزواج القاطنين مع بعضهم البعض 51.9% من أصل المجموع الكلي للأسر، ونسبة 8.0% من الأسر كان لديها معيلات من الإناث دون وجود شريك، وكانت نسبة 35.5% من غير العائلات. تألفت نسبة 30.0% من أصل جميع الأسر من أفراد ونسبة 13.6% كانوا يعيش معهم شخص وحيد يبلغ من العمر 65 عاماً فما فوق. وبلغ متوسط حجم الأسرة المعيشية 3.06، أما متوسط حجم العائلات فبلغ 2.45.
بلغ العمر الوسطي للسكان 34 عاماً. وكانت نسبة 27.0% من القاطنين تحت سن الثامنة عشر، وكانت نسبة 8.5% بين الثامنة عشر والأربعة وعشرون عاماً، ونسبة 33.1% كانت واقعةً في الفئة العمرية ما بين الخامسة والعشرون حتى والأربعة وأربعون عاماً، ونسبة 19.5% كانت ما بين الخامسة والأربعون حتى الرابعة والستون، ونسبة 11.8% كانت ضمن فئة الخامسة والستون عاماً فما فوق. يوجد لكل 100 أنثى 107.4 ذكر، ويوجد لكل 100 أنثى في الثامنة عشر من عمرها فما فوق 98.8 ذكر.
بلغ متوسط دخل الأسرة في القرية 37,120 دولار، أما متوسط دخل العائلة فبلغ 44,375 دولار. وكان متوسط دخل الذكور 31,932 دولار مقابل 22,000 دولار للإناث. وسجل دخل الفرد الخاص بالقرية 16,036 دولار. وكانت نسبة 7.3% من العائلات ونسبة 9.9% من السكان تحت خط الفقر، وكان من هؤلاء نسبة 16.0% تحت سن الثامنة عشر ونسبة 12.2% في الخامسة والستين من العمر وما فوق.

### تعداد عام 2010
بلغ عدد سكان ريسفيل 708 نسمة بحسب تعداد عام 2010، وبلغ عدد الأسر 288 أسرة وعدد العائلات 181 عائلة مقيمة في القرية. في حين سجلت الكثافة السكانية 1,123.8 نسمة لكل ميل مربع (433.9/كم2). وبلغ عدد الوحدات السكنية 322 وحدة بمتوسط كثافة قدره 511.1 لكل ميل مربع (197.3/كم2).
وتوزع التركيب العرقي للقرية بنسبة 95.3% من البيض و 1.0% من الأمريكيين ذوي الأصول الآسيوية و 0.7% من الأمريكيين الأفارقة و 1.6% من عرقين مختلطين أو أكثر.
بلغ عدد الأسر 288 أسرة كانت نسبة 32.6% منها لديها أطفال تحت سن الثامنة عشر تعيش معهم، وبلغت نسبة الأزواج القاطنين مع بعضهم البعض 49.7% من أصل المجموع الكلي للأسر، ونسبة 6.9% من الأسر كان لديها معيلات من الإناث دون وجود شريك، بينما كانت نسبة 6.3% من الأسر لديها معيلون من الذكور دون وجود شريكة وكانت نسبة 37.2% من غير العائلات. وبلغ متوسط حجم الأسرة المعيشية 3.02، أما متوسط حجم العائلات فبلغ 2.45.
بلغ العمر الوسطي للسكان 37.2 عاماً. وكانت نسبة 26% من القاطنين تحت سن الثامنة عشر، وكانت نسبة 7.7% بين الثامنة عشر والأربعة وعشرون عاماً، ونسبة 25.6% كانت واقعةً في الفئة العمرية ما بين الخامسة والعشرون حتى والأربعة وأربعون عاماً، ونسبة 29.6% كانت ما بين الخامسة والأربعون حتى الرابعة والستون، ونسبة 11.2% كانت ضمن فئة الخامسة والستون عاماً فما فوق. وتوزع التركيب الجنسي للسكان بنسبة 51.0% ذكور و49.0% إناث.